# Sparkær
Sparkær is een plaats in de Deense regio Midden-Jutland, gemeente Viborg. De plaats telt 649 inwoners (2008).